# Panamerikanische Spiele 2019/Leichtathletik – 200 m der Frauen

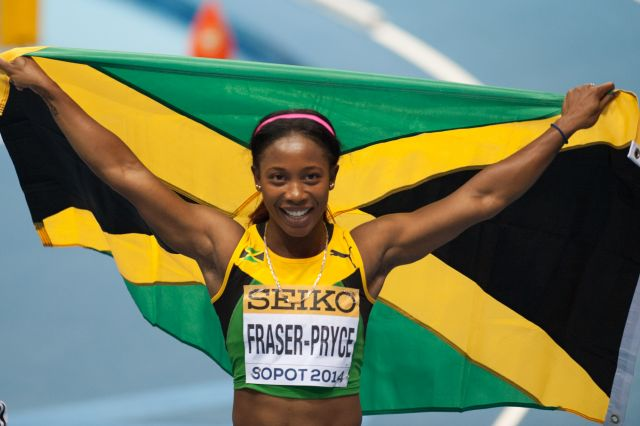
Die Siegerin Shelly-Ann Fraser-Pryce (2014)

Der 200-Meter-Lauf der Frauen bei den Panamerikanischen Spielen 2019 fand am 8. und 9. August im Villa Deportiva Nacional in der peruanischen Hauptstadt Lima statt.
20 Läuferinnen aus 13 Ländern traten zu den Läufen an. Die Goldmedaille gewann Shelly-Ann Fraser-Pryce nach 22,43 s, was auch ein neuer Rekord der Panamerikanischen Spiele war. Silber ging an Vitória Cristina Rosa mit 22,62 s und die Bronzemedaille gewann Tynia Gaither mit 22,76 s.

## Rekorde
Vor dem Wettbewerb galten folgende Rekorde:
| Weltrekord        | Florence Griffith-Joyner | 21,34 s | Olympische Spiele in Seoul, Südkorea             | 29. September 1988 |
| Rekord der Spiele | Evelyn Ashford           | 22,45 s | Panamerikanische Spiele in San Juan, Puerto Rico | 9. Juli 1979       |

## Halbfinale
Aus den drei Halbfinalläufen qualifizierten sich die jeweils zwei Ersten jedes Laufes – hellblau unterlegt – und zusätzlich die zwei Zeitschnellsten – hellgrün unterlegt – für das Finale.

### Lauf 1
8. August 2019, 15:30 Uhr

Wind: −1,0 m/s
| Platz | Bahn | Athletin                | Land                    | Zeit (s) |
| ----- | ---- | ----------------------- | ----------------------- | -------- |
| 1     | 3    | Shelly-Ann Fraser-Pryce | Jamaika                 | 22,90    |
| 2     | 8    | Ángela Tenorio          | Ecuador                 | 23,16    |
| 3     | 6    | Marileidy Paulino       | Dominikanische Republik | 23,40    |
| 4     | 5    | Mauricia Prieto         | Trinidad und Tobago     | 23,66    |
| 5     | 9    | Yunisleydis García      | Kuba                    | 23,92    |
| 6     | 7    | Lynna Irby              | Vereinigte Staaten      | 23,93    |
| 7     | 4    | Halle Hazzard           | Grenada                 | 24,03    |

### Lauf 2
8. August 2019, 15:38 Uhr

Wind: 0,0 m/s
| Platz | Bahn | Athletin            | Land      | Zeit (s) |
| ----- | ---- | ------------------- | --------- | -------- |
| 1     | 9    | Crystal Emmanuel    | Kanada    | 23,06    |
| 2     | 5    | Anthonique Strachan | Bahamas   | 23,41    |
| 3     | 6    | Lorraine Barbosa    | Brasilien | 23,74    |
| 4     | 4    | Isidora Jiménez     | Chile     | 23,92    |
| 5     | 7    | Brenessa Thompson   | Guyana    | 24,20    |
| 6     | 8    | Nercely Soto        | Venezuela | 24,67    |

### Lauf 3
8. August 2019, 15:46 Uhr

Wind: +0,4 m/s
| Platz | Bahn | Athletin                  | Land                    | Zeit (s) |
| ----- | ---- | ------------------------- | ----------------------- | -------- |
| 1     | 9    | Vitória Cristina Rosa     | Brasilien               | 22,72 PB |
| 2     | 3    | Tynia Gaither             | Bahamas                 | 23,06    |
| 3     | 6    | Semoy Hackett             | Trinidad und Tobago     | 23,31 SB |
| 4     | 4    | Schillonie Calvert-Powell | Jamaika                 | 23,46    |
| 5     | 7    | Mariely Sánchez           | Dominikanische Republik | 23,88    |
| 6     | 5    | Kanika Beckles            | Grenada                 | 23,99    |
| 7     | 8    | Aiyanna Stiverne          | Kanada                  | 24,25    |

## Finale
9. August 2019, 16:15 Uhr

Wind: −0,1 m/s
| Platz | Bahn | Athletin                | Land                    | Zeit (s)  |
| ----- | ---- | ----------------------- | ----------------------- | --------- |
|       | 6    | Shelly-Ann Fraser-Pryce | Jamaika                 | 22,43 PR  |
|       | 4    | Vitória Cristina Rosa   | Brasilien               | 22,62 PB  |
|       | 5    | Tynia Gaither           | Bahamas                 | 22,76     |
| 4     | 7    | Crystal Emmanuel        | Kanada                  | 22,89 =SB |
| 5     | 8    | Anthonique Strachan     | Bahamas                 | 22,97     |
| 6     | 9    | Ángela Tenorio          | Ecuador                 | 23,08 SB  |
| 7     | 2    | Marileidy Paulino       | Dominikanische Republik | 23,29     |
| 8     | 3    | Semoy Hackett           | Trinidad und Tobago     | 23,62     |